# Carlo Gesualdo
Carlo Gesualdo, príncipe de Venosa y conde de Conza (Venosa, Basilicata, 8 de marzo de 1566-Avellino, Campania, 8 de septiembre de 1613), fue un compositor italiano, una de las figuras más significativas de la música de finales del Renacimiento con madrigales intensamente expresivos y piezas de música sacra con un cromatismo que no volverá a escucharse hasta finales del siglo XIX. El hecho más conocido de su vida fue el asesinato de su primera esposa y su amante al encontrarlos "en flagrante delito". Olvidado con el tiempo, fue redescubierto en el siglo XX debido a la fascinación por su extraordinaria música y sus impactantes hechos personales.

## Datos biográficos
Era el segundo hijo de Fabrizio Gesualdo, nacido en el seno de una familia aristocrática estrechamente relacionada con la Iglesia; era sobrino del arzobispo de Nápoles, Alfonso Gesualdo y de san Carlos Borromeo, y sobrino nieto del Papa Pío IV. Cuando murió su hermano mayor, heredó los títulos y derechos dinásticos de la familia, a la que pertenecía el principado de Venosa desde 1560. Atraído por la música desde temprana edad, comenzó sus estudios musicales en la academia fundada por su padre y frecuentada por importantes músicos. Recibió a muy temprana edad clases de laúd y de composición, probablemente su maestro fue Pomponio Nenna.
Abandonando la perspectiva de una carrera eclesiástica, en 1586 se casó con su prima, María de Ávalos, hija del duque de Pescara; unos años después, ella comenzó una relación con Fabrizio Carafa, tercer duque de Andria y séptimo conde de Ruovo. La noche del 16 de octubre de 1590, fue sorprendida por su marido cometiendo adulterio en el palacio San Severo de Nápoles, y Gesualdo la asesinó junto a su amante. El ensañamiento y salvajismo con el que cometió el crimen convulsionó a la sociedad de la época. Este acto hizo que se retirara a su mansión en la ciudad de Gesualdo, para escapar de la ira de las familias de los asesinados. En febrero de 1594, con la ayuda de su tío el arzobispo, contrajo matrimonio con Leonor de Este, hija del marqués Alfonso de Este pero, debido a la codicia y maltrato del compositor, el matrimonio fracasó y ella pasaba cada vez más tiempo fuera de la aislada propiedad, escribiéndole Gesualdo muchas cartas enojadas a Módena, donde solía ir a quedarse con su hermano.
Tras regresar en 1595 de una estancia de dos años en la corte de Ferrara, uno de los principales focos musicales en la Italia de la época, creó un entorno similar al que allí existía, con un grupo de virtuosos músicos residentes que tocaban su propia música. Si bien su propiedad se convirtió en un centro de creación musical, era solo para el anfitrión. Gracias a sus considerables recursos financieros, pudo contratar cantantes e instrumentistas para su propio placer. Rara vez salía de su castillo, deleitándose nada más que con la música. 
Tuvo dos hijos, uno de cada matrimonio. El segundo falleció en 1600, a los cinco años; una leyenda inverosímil posterior lo convertía en un hijo ilegítimo de María que habría muerto todavía bebé por asfixia al quedar suspendido de su moisés, accidente imputado a Gesualdo, quien sospechaba que no era hijo suyo. Lo que sí está claro es que el crimen cometido sobre su primera mujer lo afectó notablemente, lo que podría ser el punto de partida de la particular penitencia que se autoadministró y de la expresión torturada de su música, viviendo atormentado hasta sus últimos días, en los que padeció depresión. Para expiar su sentimiento de culpa, se sometió a prácticas masoquistas que incluían escenas de flagelación a manos de sirvientes para, según sus palabras, «cazar a sus demonios». Después de una de estas sesiones, se encontró a Carlo Gesualdo muerto y desnudo el 8 de septiembre de 1613. Según algunas fuentes, su muerte fue un suicidio, lo que parece poco probable dada su firme fe católica, y algunas otras indican que podría haber sido accidentalmente muerto por alguno de los jóvenes que lo flagelaba, al excederse con la disciplina sobre un cuerpo debilitado. Y es que abrumado por la muerte de su primogénito Emanuele, el hijo habido con María, que cayó mortalmente de un caballo a los 26 años de edad, llevaba dieciocho días retirado en la antecámara de la cámara del zembalo (del clavecín), al cabo de los cuales fue hallado sin vida.

### Adulterio y venganza
En 1586, se casó con su prima María de Ávalos, nieta de Carlo, conde de Montesarchio, y de Sveva Gesualdo. El matrimonio se celebró en Nápoles el 28 de mayo de 1586, con dispensa del papa Sixto V, en la iglesia de San Domingo Mayor, situada cerca del palacio donde habitaba la familia Gesualdo. Carlo tenía veinte años y María, veinticuatro; de su matrimonio nacería Emanuele.
Un día, María conoció al duque de Andría y conde de Ruvo, Fabrizio Carafa, de quien se enamoró, a pesar de que este estaba casado con María Carafa. Ambos se sintieron incapaces de escapar a la condición de meros amantes; estaban decididos a superar todos los obstáculos para encontrarse juntos. De esta manera, debido al sentido del honor y del castigo que poseía Gesualdo, era evidente que los amantes estaban arriesgando sus vidas. Mientras los amantes seguían frecuentándose, Gesualdo, que había detectado las mentiras de su mujer, permaneció en casa, en espera del momento propicio para una venganza que ya había sido ideada y planificada por el príncipe. El 16 de octubre de 1590, el príncipe le dijo a María que si acaso fuera a necesitarlo, partiría hacia la caza en el bosque de los Astroni y volvería dos días después. Era este el broche definitivo y el punto de inicio de un plan que estaba preparado al mínimo detalle. En la noche del martes al miércoles 17 de octubre de 1590, los dos amantes fueron atrapados en flagrante adulterio en la cámara del lecho de María y fueron bárbaramente ajusticiados y mutilados.
De la violencia homicida cometida, Carlo fue libre de responsabilidad. Las circunstancias lo justificaban desde el punto de vista del Derecho y de las costumbres de la época; tanto es así que el virrey de Nápoles, Juan de Zúñiga Avellaneda y Bazán, a quien Gesualdo acudió inmediatamente para dar noticia de lo acaecido, le exhortó a irse de Nápoles no para escapar de la ley, sino para no exacerbar con su presencia el resentimiento de los familiares de los muertos. Entendiendo esto, la partida de Carlo desde Nápoles hacia su inexpugnable castillo-fortaleza, a 75 kilómetros de allí, fue más una cuestión de venganzas por mano propia que de justicia por parte de las autoridades. El proceso se archivó un día después de su apertura.

per ordine del Viceré stante la notorietà della causa giusta dalla quale fu mosso don Carlo Gesualdo Principe di Venosa ad ammazzare sua moglie e il duca d'Andria
por orden del virrey por cuanto la notoriedad de la causa justa de la cual fue afrentado don Carlo Gesualdo, príncipe de Venosa, para castigar a su mujer y al duque de Andria.

## Obra

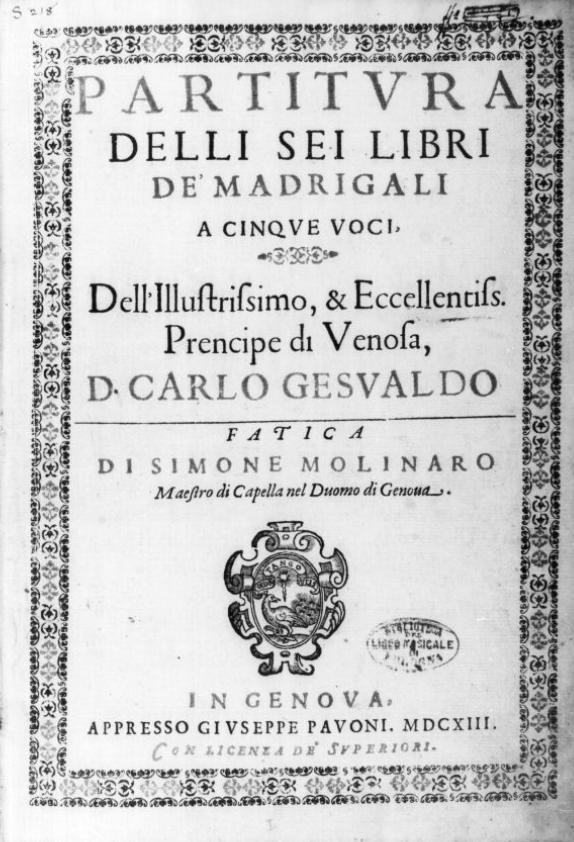
Edición de 1613 de los madrigales de Gesualdo.

### 
- 5 libros de madrigales a capella (1594-1611)
- Un libro de madrigales a seis voces, póstumo (1626).

### Música sagrada
- 2 libros de Sacrae cantiones, cinco a siete voces (1603).
- Responso de la oscuridad para Semana Santa
- 4 motetes a María

Las excelentes relaciones de su familia con la Iglesia hicieron que su obra no sufriera ningún tipo de censura. Sus composiciones se salen de los cánones de la época: Gesualdo no tenía que agradar a nadie, escribía para sí mismo, el resultado fue una obra original, extraña y sorprendente en el Renacimiento. Fue así de extraña por su uso constante de la disonancia y del cromatismo, algo impensable para la época que veía en su seno el inicio de una protoarmonía tonal que se desarrollaría en el barroco como, por ejemplo, con el Tratado de armonía, de Jean Phillippe Rameau (1722). Por ello, se considera que Gesualdo fue un adelantado de su época.
Su obra se vio influida por el carácter nuevo de la música de Luzzasco Luzzaschi, a quien conoció en Ferrara y a quien dedicó en 1594 su cuarto libro de madrigales.

## En la cultura popular
- En el año 1995 el director alemán Werner Herzog estrenó Gesualdo: Muerte para cinco voces (en alemán: Tod für fünf Stimmen), un largometraje para televisión.
- El incidente del asesinato de su esposa se menciona en una escena de la película True Story (Rupert Goold, 2015, distribuida en español con el título Una historia real), en la que se escucha Se la mia morte brami, interpretada por Delitiae Musicae, bajo la dirección de Marco Longhini y distribuida por Naxos Records.

- En el año 2017, el director Gonzalo López, dirigió la película Dolorosa Gioia, centrada en su matrimonio con Maria D'Ávalos. La película adapta la historia al presente y cuenta con la particularidad de estar narrada sin diálogos, dándole especial importancia a la música como medio expresivo de las emociones.